# Краун-Пойнт (Индиана)
Краун-Пойнт (англ. Crown Point) — город и административный центр округа Лейк в штате Индиана США. По данным переписи 2020 года, численность населения составляла 33 899 человек.

## История
Изначально поселение называлось Lake Court House..

## Население
| 2010   | 2020    |
| ------ | ------- |
| 27 317 | ↗33 899 |